# Miss Wyoming
Miss Wyoming er en roman af Douglas Coupland. Det blev første gang udgivet af Random House of Canada i januar 2000.
Romanen følger to hovedpersoner, Susan Colgate, (en tidligere vinder af "Miss Wyoming"-konkurrencen), og John Johnson, en tidligere handling filmproducent. Hvor begge karakterer oplevede succes tidligt i deres liv, er de ude i personlige og professionelle kriser, da bogen starter. Dog griber omstændighederne ind, hvilket tilbyder dem nye muligheder i deres liv.
Konkret er titlen en reference til at Susan er vinder af Miss Wyoming-konkurrencen. Oprindeligt boede familien ikke i denne stat, men Susans ambitiøse mor besluttede at rykke til denne tyndt befolkede stat, for at Susan skulle have de bedste muligheder for at vinde og dermed deltage i den nationale konkurrence. Dog er det blevet bemærket, at titlen også kan læses som en kommentar til det ejendommelige i at længes efter noget, man ikke har oplevet selv.

## Handling
Romanen handler om John Johnson og Susan Colgate, der tilfældigt mødes efter på en restaurant efter at have været næsten forsvundet i lang tid. Gennem en meget akronologisk fortællestruktur berettes der om deres respektive rejser væk fra deres ”normale” liv. Disse flashbacks er ikke ordnet kronologisk. Hvert kapitel er et nyt flashback, der stedvist hopper frem til romanens nutid.